# Cueva de Samoreli
La Cueva de Samoreli está situada en Rales, en el concejo asturiano de Llanes.
Se trata de una cueva con restos de pintura rupestre descubierta en el siglo XIX. Forman tres grupos de grabados en los que no se representa ningún tipo de figura.
Está declarada como Bien de Interés Cultural.